# Copa Nahuel Rowing Club

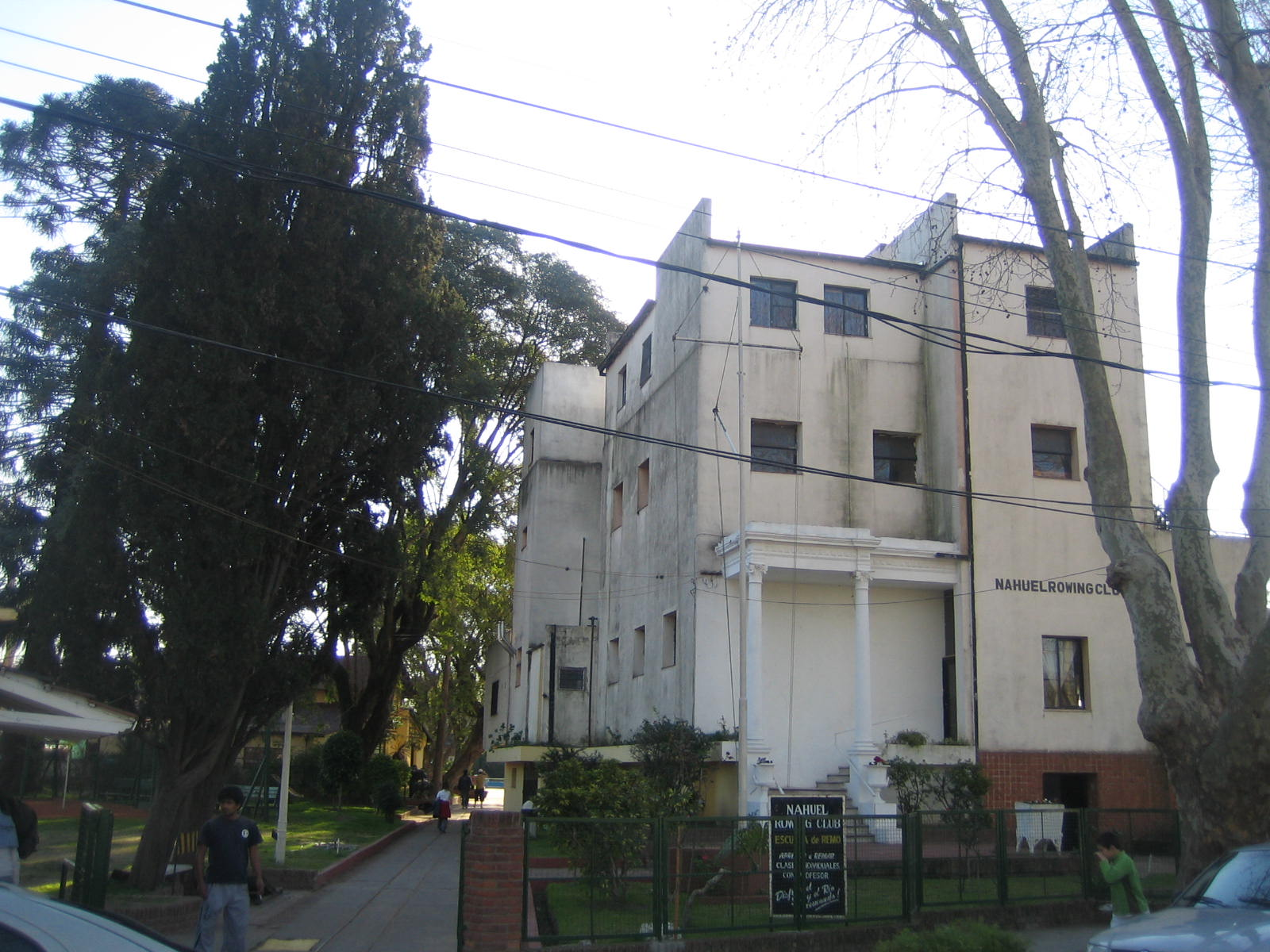
Entrada de la sede del Nahuel Rowing Club, club que organiza el campeonato.

La Copa Nahuel Rowing Club, también conocida como Regata Nahuel Rowing Club o Travesía del Nahuel Rowing Club, es un campeonato organizado por el Nahuel Rowing Club donde participan todos los clubes de remo del delta del Paraná.

## Características
Esta competición interclubes se desarrolla anualmente en el mes de marzo y es organizada por el Nahuel Rowing Club. La competición lleva disputándose desde el año 2001. La fiscalización de la misma es realizada por la CRIT (siglas de la Comisión de la Regata Internacional de Tigre).